# Prawdziwa historia króla skandali
Prawdziwa historia króla skandali (ang. The Look of Love) – brytyjsko-amerykański komediodramat z 2013 roku w reżyserii Michaela Winterbottoma. Wyprodukowany został przez wytwórnię FilmFour.
Światowa premiera filmu miała miejsce 19 stycznia 2013 roku podczas Sundance Film Festival. Na ekrany polskich kin obraz wszedł 31 maja 2013 roku.

## Fabuła
Paul Raymond (Steve Coogan), nazywany „królem Soho”, w 1958 roku otworzył pierwszy w Wielkiej Brytanii klub ze striptizem. Zarobił na nim tyle, że miał fundusze na wydawanie pism soft porno. Pierwszy taki magazyn – „Men Only” – pojawił się na rynku w 1971 roku, kiedy Raymond miał 46 lat. Był potem właścicielem wielu innych pism pornograficznych. Na początku lat 90. XX wieku był najbogatszym Brytyjczykiem. W interesach szło mu świetnie, jednak życie prywatne mu się nie układało. Zmieniał kobiety jak rękawiczki... W filmie podstarzały Paul Raymond, załamany po przedwczesnej śmierci córki, opowiada historię swojej drogi na szczyt.

## Obsada
- Steve Coogan jako Paul Raymond
- Imogen Poots jako Debbie Raymond
- Anna Friel jako Jean Raymond
- Tamsin Egerton jako Fiona Richmond
- David Walliams jako Vicar Edwyn Young
- Chris Addison jako Tony Power
- Shirley Henderson jako Rusty Humphries
- James Lance jako Carl Snitcher
- Paul Popplewell jako dziennikarz
- Sarah Solemani jako Anna
- Vera Filatova jako Monika
- Liam Boyle jako Derry

i inni.